# 1933년 긴급은행법
긴급은행구제법(Emergency Banking Relief Act, E.B.R.A.), (Pub.L. 73–1, 48 Stat. 1, 1933년 3월 9일 제정)은 1933년 3월 미국 의회가 은행 체계를 안정화하기 위해 통과시킨 법안이다.

## 은행 휴일
1933년 2월 14일부터 미국의 대공황으로 특히 심한 타격을 입은 산업 주였던 미시간주는 8일간의 은행 휴일을 선언했다. 다른 은행 폐쇄에 대한 두려움이 주마다 퍼져나가면서 사람들은 아직 돈을 인출할 수 있을 때 예금을 인출하기 위해 몰려들었다. 몇 주 안에 모든 다른 주에서도 뱅크런을 막기 위해 자체적으로 은행 휴일을 가졌고, 델라웨어주가 3월 4일에 은행을 폐쇄한 48번째이자 마지막 주가 되었다.
1933년 3월 4일 취임 후, 프랭클린 D. 루스벨트 대통령은 국가의 은행 체계에 대한 신뢰를 재건하고 미국의 은행 체계를 안정화하기 위해 나섰다. 3월 6일, 루즈벨트는 의회가 조치할 수 있을 때까지 모든 은행을 폐쇄하는 4일간의 미 전역 은행 휴일을 선언했다. 이 기간 연방 정부는 모든 은행을 검사하고, 충분히 건전한 은행은 재개하고, 구제할 수 있는 은행은 재편성하며, 수리 불가능한 은행은 폐쇄했다.

## 긴급은행법 통과
허버트 후버 행정부 시절 재무부 직원이 준비한 법안 초안이 1933년 3월 9일에 통과되었다. 새로운 법은 12개 연방준비은행이 건전한 자산을 담보로 추가 화폐를 발행할 수 있도록 하여 재개한 은행들이 모든 합법적인 요청을 충족할 수 있도록 했다. 1917년 적성국교역법의 개정안인 긴급은행법은 1933년 3월 9일 의회 합동 회의에 상정되었고, 은행 파산과 기타 경제 침체를 해결하기 위해 급진적인 조치를 취하기로 결심한 100명 이상의 새로운 민주당 의원이 권력을 잡으면서 혼란과 불확실성 속에서 같은 날 저녁에 통과되었다.
긴급은행법은 루스벨트 대통령의 취임 첫 100일 동안 추진된 첫 번째 프로젝트 중 하나였다. 법의 시급성은 매우 커서, 하원의장 헨리 스티골이 의원들에게 법안을 낭독한 후 하원 의사당에 단 한 부만 있는 상태에서 통과되었다. 상원에서 법안이 제안될 때 상원의원에게 복사본이 제공되었으며, 이미 하원에서 통과된 후였다.
윌리엄 L. 실버에 따르면 "1933년 3월 9일, 루스벨트가 전국적인 은행 휴일을 선언한 지 3일 만에 의회를 통과한 1933년 긴급은행법은 영업이 재개된 은행에 무제한의 통화를 공급하겠다는 연방준비제도의 약속과 결합하여 100% 예금 보험을 만들었다."
은행 영업이 재개되기 전날 밤인 3월 12일, 루스벨트는 첫 노변담화를 통해 은행 산업에 대한 연방 정부의 변경 사항을 설명하는 전국 라디오 연설을 했다. 루스벨트에 대한 신뢰와 제안된 변경 사항 덕분에, 미국인들은 다음 주에 10억 달러를 은행 금고로 다시 돌려놓았다.

## 대중의 반응
모두의 안도 속에, 1933년 3월 13일 기관들이 다시 문을 열었을 때, 예금자들은 은닉했던 현금을 이웃한 은행에 다시 예금하기 위해 줄을 섰다. 2주 안에 미국인들은 은행 정지 이전에 합법적으로 인출했던 통화의 절반 이상을 다시 예금했다.
주식 시장 또한 안정을 되찾았다. 1933년 3월 15일, 월스트리트의 연장된 폐쇄 이후 첫 주식 거래일에 다우 존스 산업평균지수는 8.26포인트 상승하여 62.10으로 마감했으며, 이는 15.34%의 상승이었다. 2025년 현재까지 이 상승폭은 역대 최대 하루 상승률로 기록되어 있다. 돌이켜보면, 1933년 3월의 전국적인 은행 휴일과 긴급은행법은 대공황을 괴롭혔던 뱅크런을 종식시킨 것으로 평가된다.

## 금 소유가 범죄가 되다
한 달 후인 1933년 4월 5일, 루스벨트 대통령은 개인, 파트너십, 협회 또는 기업이 화폐로서 금을 소유하는 것을 범죄로 규정하는 행정명령 6102호에 서명했으며 의회는 1933년 6월에 비슷한 결의안을 통과했다.

## 1933년 은행법
이 법은 중대한 문제에 대한 임시 조치였지만 오늘날까지 효력을 유지하고 있다. 그해 후반에 통과된 1933년 은행법은 미국 예금보험공사(FDIC)의 설립을 포함하여 장기적인 대응 요소들을 제시했다.

## 같이 보기
- 대공황의 원인
- 행정명령 6102호
- 금 조항 소송
- 대수축

## 참고 문헌
- Dighe, Ranjit S. "Saving private capitalism: The US bank holiday of 1933". Essays in Economic & Business History 29 (2011). 42–57. online
- Edwards, Sebastian. "Gold, the Brains Trust, and Roosevelt". History of Political Economy 49.1 (2017): 1–30. online
- Kennedy, Susan Estabrook. The Banking Crisis of 1933 (U Press of Kentucky, 1973).
- Silber, William L. "Why Did FDR's Bank Holiday Succeed?" Federal Reserve Bank of New York Economic Policy Review, (July 2009), pp 19–30 online
- Taylor, Jason E., and Todd C. Neumann. "Recovery spring, faltering fall: March to November 1933". Explorations in Economic History 61#1 (2016): 54–67.
- Wicker, Elmus. The Banking Panics of the Great Depression (Cambridge University Press, 1996).
- Wigmore, Barrie. "Was the Bank Holiday of 1933 Caused by a Run on the Dollar?" Journal of Economic History 47#3 (1987): 739–755.